# Charles E. Bohlen
Pour les articles homonymes, voir Bohlen.
Charles Eustis “Chip” Bohlen, né le 30 août 1904 et mort le 1er janvier 1974, est un expert de l'Union soviétique et diplomate américain de 1929 à 1969, en poste à Moscou avant, pendant et après la Seconde Guerre mondiale, succédant à George F. Kennan comme ambassadeur des États-Unis en Union soviétique (1953–1957). Il est ensuite nommé ambassadeur aux Philippines (1957–1959) et en France (1962–1968). Il fait partie de ces conseillers de politique étrangère non partisans qui en sont venus à être appelés familièrement The Wise Men (en).

## Jeunesse
Bohlen naît à Clayton dans le comté de Jefferson dans l'État de New York le 30 août 1904 de Celestine Eustis Bohlen, fille du sénateur James Biddle Eustis et de Charles Bohlen, « gentilhomme dilettante ». Deuxième des trois enfants Bohlen, il s'intéresse aux pays étrangers lors de ses voyages de jeunesse en Europe.
Bohlen est diplômé de Harvard College en 1927. Son arrière-grand oncle est le général Henry Bohlen de la guerre de sécession, né en 1810, premier général de l'Union né à l'étranger (Allemagne) lors de la guerre civile et grand-père de Gustav Krupp von Bohlen und Halbach (qui emploie le nom Krupp après avoir épousé Bertha Krupp, héritière de la famille Krupp, fabricants allemands d'armes). De cette façon, Charles E. Bohlen est lié par des liens de parenté avec Alfried Krupp von Bohlen und Halbach, principal fabricant d'armes de l'Allemagne pendant la Seconde Guerre mondiale et criminel de guerre condamné.
Bohlen est le petit-fils du côté de sa mère du sénateur James Biddle Eustis, ambassadeur en France à l'époque de l'administration du président Grover Cleveland.
En 1935, Bohlen épouse Avis Howard Thayer, née le 18 septembre 1912 à Philadelphie en Pennsylvanie, fille de George Thayer et Gertrude Wheeler (Le prix Avis Bohlen créé en 1982 et nommé en son honneur est administré par l'American Foreign Service Association (en) et récompense tous les ans le responsable du Service extérieur des États-Unis qui a fait le plus pour défendre les intérêts des États-Unis).
Son frère, Charles Wheeler Thayer, également diplomate, travaille en étroite collaboration avec son beau-frère Charles comme vice-consul des États-Unis à Moscou.
Charles et Avis Bohlen Thayer ont eu deux filles, Avis et Celestine et un fils, Charles Jr.. Leur fille, Avis, est devenue une éminente diplomate en son nom propre, en poste comme représentant en chef de mission à Paris, ambassadeur des États-Unis en Bulgarie et Secrétaire d’État adjointe pour le contrôle des armements. L'autre fille de Bohlen, Célestine, est devenue journaliste et a été en poste à Moscou pour the New York Times.

## Carrière diplomatique

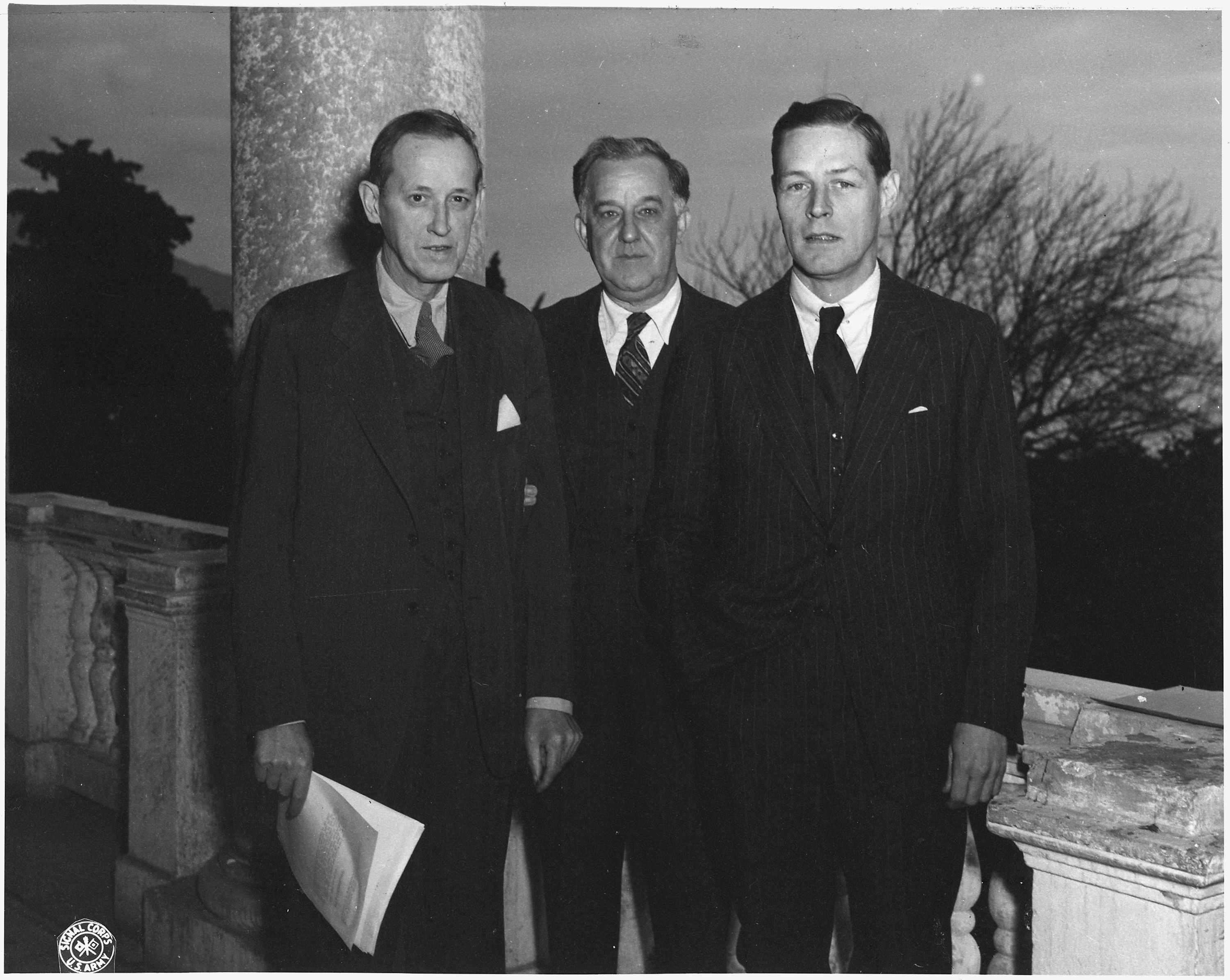
Charles Bohlen (à droite) en février 1945

Bohlen rejoint le Département d'État des États-Unis en 1929, apprend le russe et devient un spécialiste de l'Union soviétique, d'abord en poste à Riga en Lettonie. En 1934, âgé de 30 ans, il rejoint le personnel de l'ambassade à Moscou.
Le matin du 24 août 1939, il rend visite au diplomate Hans von Herwarth (en) du Troisième Reich et reçoit l'intégralité du contenu du protocole secret du pacte germano-soviétique signé la veille. Le protocole secret contient une entente entre Adolf Hitler et Joseph Staline pour répartir l'Europe centrale, la région de la Baltique et la Finlande entre leurs deux pays. Le président Franklin D. Roosevelt est informé de toute urgence. Les États-Unis ne transmettent cette information à aucun des gouvernements concernés en Europe. Une semaine plus tard, le plan est mis en œuvre avec l'invasion de la Pologne par les Allemands ce qui marque le début de la Seconde Guerre mondiale.

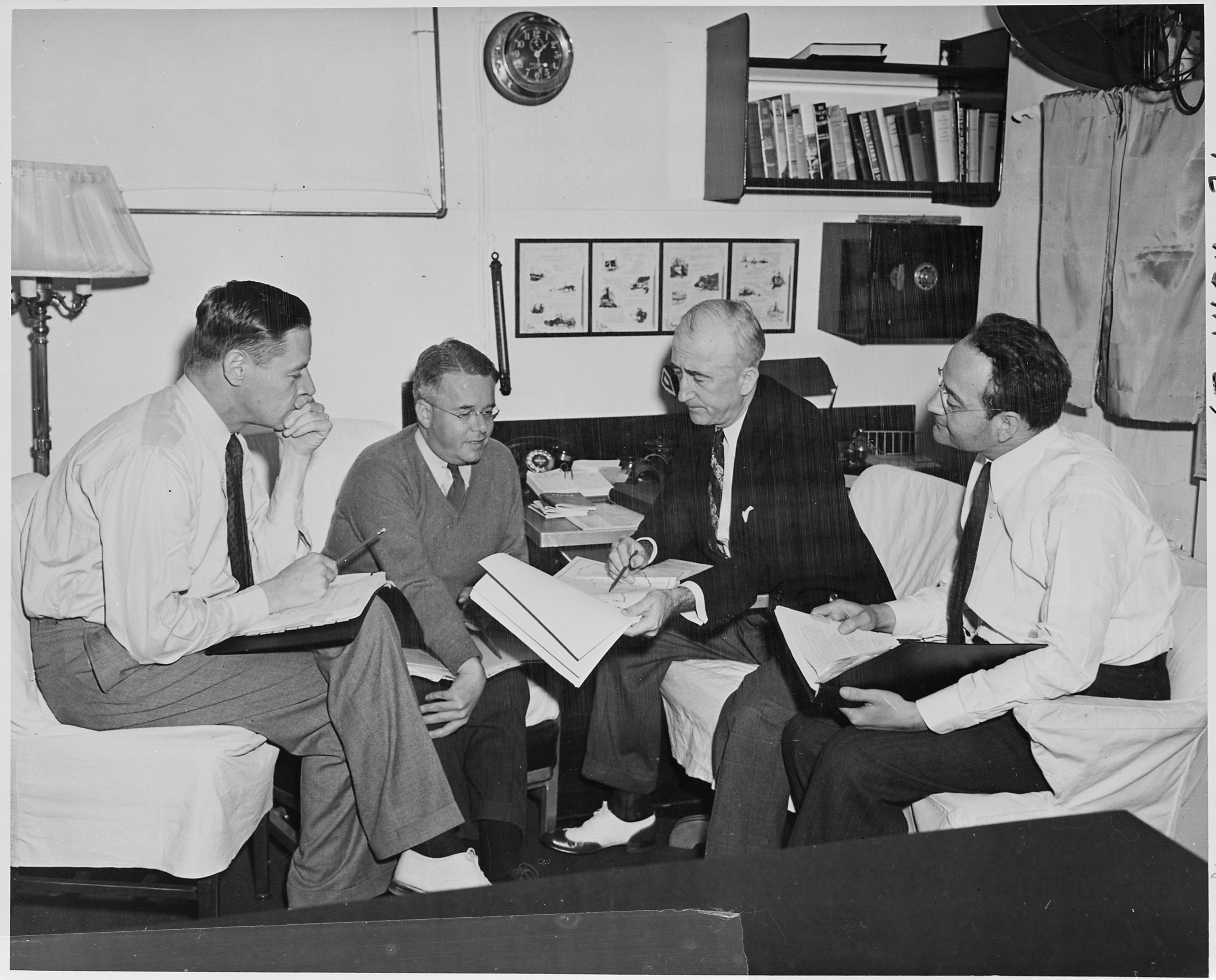
Le Secrétaire d'État James F. Byrnes consulte ses conseillers en préparation de la conférence de Potsdam en Allemagne. à gauche, Charles E. Bohlen le 12 juillet 1945.

En 1940–41 il travaille à l'ambassade américaine à Tokyo et est interné pendant six mois avant d'être libéré par les Japonais à la mi-1942. Il travaille ensuite sur les questions soviétiques au Département d'État pendant la guerre, accompagnant Harry Hopkins lors de missions auprès de Staline à Moscou. Il travaille étroitement avec le président Franklin D. Roosevelt dont il est l'interprète à la Conférence de Téhéran (1943) et à la Conférence de Yalta (1945).
Bohlen, critiqué par une partie des faucons au Congrès américain, porte une attention particulière à l'opinion publique, persuadé que l'influence nationale dans une démocratie est inévitable. Lorsque George C. Marshall est nommé Secrétaire d'État en 1947, Bohlen devient un conseiller essentiel du président Harry Truman.
En 1946, il est en désaccord avec son ami et mentor George F. Kennan quant à la façon de traiter avec les Soviétiques. Kennan propose une stratégie d'endiguement de l'expansion soviétique tandis que Bohlen est plus prudent et recommande une politique d'accommodation, c'est-à-dire permettant à Staline d'avoir une sphère d'influence en Europe de l'Est sans interférence des États-Unis.
Kennan, déclaré par les autorités soviétiques persona non grata pour certaines déclarations sur les républiques soviétiques à Berlin en septembre 1952, ne sera pas autorisé à retourner en Russie. La supervision de l'ambassade est ensuite attribuée au chargé d’affaires Jacob Beam (en). Le 20 janvier 1953, Dwight D. Eisenhower est élu président. Quand Staline meurt en mars 1953, le poste d'ambassadeur américain en Union soviétique est toujours vacant et l'ambassade toujours dirigée par Beam.
En avril 1953, le président Eisenhower nomme Bohlen ambassadeur auprès de l'Union soviétique. Il est confirmé dans cette fonction par un vote de 74 sénateurs contre 13, malgré les critiques du sénateur Joe McCarthy à son égard comme aussi à l'égard de Charles W. Thayer (en), beau-frère de Bohlen, également attaché à l'ambassade américaine à Moscou.
Bohlen se révèle incapable de maintenir de bonnes relations avec les dirigeants soviétiques ou avec le Secrétaire d'État John Foster Dulles. Il est mis fin à ses fonctions le 18 avril 1957 par Eisenhower, après l'intervention de Foster Dulles.
Plus tard, Charles E. Bohlen est  ambassadeur en poste à Manille (Philippines) du 4 juin 1957 au 15 octobre 1969. Il est ensuite également ambassadeur en France (1963–1968) au temps des administrations Kennedy et Johnson et prend sa retraite en janvier 1969.
Selon Theodore Sorensen, conseiller de JFK, Bohlen participe aux premières discussions relatives à la crise des missiles de Cuba en octobre 1962. Cependant, à la surprise de tous, il maintient sa réservation à bord d'un paquebot qui le mènera à son poste à Paris, plutôt que d'attendre que la crise soit résolue. Il est donc absent de la plupart des discussions de ce qui a sans doute constitué la confrontation la plus importante entre les deux superpuissances pendant la période de la guerre froide. Il a été consultant des nouvelles autorités entre novembre 1968 et janvier 1969, lors de la transition au Département d'État entre  Dean Rusk et William P. Rogers, premier Secrétaire d'État du président Nixon.

## Décès et postérité
Bohlen meurt d'un cancer du pancréas chez lui à Washington, D.C. le 1er janvier 1974 à l'âge de 69 ans. Ses funérailles se déroulent à la Cathédrale nationale de Washington le 4 janvier 1974, suivies d'un enterrement au cimetière historique de Laurel Hill (en) à Philadelphie. Son épouse est décédée en 1981.
En mai 2006, Bohlen figure sur un timbre poste américain qui représente un groupe de six éminents diplomates honorés cette année-là.